# Al-Mughajr (Hama)
Al-Mughajr (arab. المغير) – miejscowość w Syrii, w muhafazie Hama. W 2004 roku liczyła 1491 mieszkańców.